# معركة القضارف
معركة القضارف ، وقعت في يوم الثلاثاء 8 شعبان 1316 هجرية الموافق 22 ديسمبر / كانون الأول 1898 م،  بين قوات المهدي بقيادة الأمير سعد الله والقوات المصرية البريطانية وبعض جنود الاحتياط المجندين من القبائل السودانيين بواسطة الإنجليز ، بقيادة الكولنيل بارسونز وانتهت المعركة بهزيمة الأنصار واحتلال الإنجليز للقضارف.

## وقائع المعركة
عبرت القوة البريطانية المصرية نهر عطبرة أثناء فيضانه بمساعدة الرائد لاوسون من سلاح المهندسين الملكي البريطاني وتقدمت في سيرها حتى التقت بالأنصار في يوم 22 سبتمبر / أيلول والتحمت معهم في حوالي الساعة التاسعة صباحا شمال القضارف على بعد ميلين (3,22 كيلومتر ) من المدينة.
في بداية الأمر شنت قوات انصار المهدي هجومين على القوات المصرية البريطانية. ووقع الهجوم الأول على الجبهة اليسرى من طابور القوة المصرية، الذي كان يتألف من كتيبة العرب (مجندين من قبائل شرق السودان ) ، والكتيبة المصرية السادسة عشرة، وجنود العرب غير النظامييين . وحسب تقرير نشر في الغازية البريطانية آنذاك  فقد تم نشر هذه القوة نحو اليسار فور وقوع الهجوم، وبذلك تمكنت القوة من صد هجوم الدراويش ولكن بخسائر فادحة في صفوفها. أما الهجوم الثاني فقد كان موجهاً ضد طابور المؤن في الخلف، وقامت به مجموعة كبيرة من الأنصار الذين تمكنوا التحرك من مواقعهم تحت غطاء التل الواقع في الجهة اليسرى من موقع القوة المصرية للالتفاف حولها. وكان طابور المؤن يتألف من مفرزة من فيلق الإبل، تحت قيادة الكابتن البريطاني فلمينج، والفيلق الطبي التابع للجيش الملكي البريطاني.

## نتائج المعركة
بعد صد الهجومين واصلت قوات اللفتنانت كولونيل بارسونز تقدمها نحو القضارف وتمكنت من احتلالها في منتصف النهار، بعد استسلام قائد الحامية الصغيرة ومعه 150 من الجنود ومدفعان.
وكانت خسائر القوة المحتلة بعد يوم من القتال في المعركة حسب المصادر البريطانية 53 قتيل و61 جريح فقط .

## ما بعد المعركة
وفي غضون ذلك تمكنت البوارج الحربية النيلية التي كانت تقوم بأعمال الدورية في النيل الأزرق بعد انتهاء بعد معركة كرري من وقف تقدم الأمير أحمد فضيل على الضفة اليمنى للنيل الأزرق بضربة بقذائف مدافعها مما أدى بالأمير فضيل بالتوجه بجيشه نحو القضارف والعمل على تحريرها من الاحتلال فصدرت الأوامر من كتشنر إلى الميجور جنرال هنتر بالتحرك نحو أعالي النيل الأزرق.
وفي 19 سبتمبر / أيلول وصل هنتر ومعه قوة تتكون من 2 مدفع ماكسيم الرشاش - المحظور دولياً آنذاك - و20 من رجال القوة الملكية الإيرلندية بقيادة الرائد شورشر و600 جندي من الفيلق العاشر المتكون من سودانيين جندهم الإنجليز من وسط القبائل السودانية المختلفة. اقام هنتر نقاط مراقبة في كل من سنار و كركوج و الروصيرص.
رفض أحمد فضيل جميع العروض التي قدمها له الجنرالات الإنجليز بالاستسلام سلمياً، وأصّر على العودة إلى القضارف مهما كلفه الثمن. فصدرت أوامر إلى الميجور جنرال روندل بالتحرك نحو النيل الأزرق ومهاجمة قوة أحمد فضيل من الخلف وتعزيز الحامية البريطانية المصرية في القضارف . وقبل وصول هذه القوة إلى بلدة أبوحراز على النيل الأزرق كان أحمد فضيل قد شن هجوما على القضارف في 28 سبتمبر / أيلول ، إلا أن الحامية المصرية البريطانية هناك تمكنت من صد الهجوم فعسكرت قوات أحمد فضيل على بعد 8 اميال (12.78 كيلومتر) جنوب غرب المدينة ومن هناك كانت تقوم بمناوشة الحامية من حين لآخر.
وبعد وصول رندل إلى أبوحراز ارسل كتيبة بقيادة اللواء كولينسون إلى القضارف والتي وصلتها في 21 أكتوبر / تشرين الأول بعد مسيرة شاقة ومضنية بسبب شح المياه في الطريق وبعد يوم من وصولها شن أحمد فضيل هجوما ليلياَ على القضارف تم صده لينسحب أحمد إلى كركوج.